# Брум, Кристофер Эдмунд
Кристофер Эдмунд Брум (англ. Christopher Edmund Broome; 24 июля 1812 — 15 ноября 1886) — английский миколог.

## Краткая биография
Кристофер Брум родился в городе Беркемстед в 1812 году в семье английского солиситора. Учился в частной школе в Кенсингтоне. Женился на Шарлотте Хорман, с которой жил сначала неподалёку от Бокса, затем в Бристоле и в Батистоне.
Брум собирал образцы грибов в Кембриджшире и Бристоле, затем отсылал многие из них Майлзу Беркли. Затем на протяжении 37 лет издавалась серия книг Notices of British Fungi, написанных Беркли и Брумом. В ней было описано около 550 новых видов грибов. Затем Брум и Беркли описывали виды грибов по образцам, собранным Джорджом Твейтсом в Азии, а также хранившимся в гербарии в австралийском городе Брисбене. В одиночку Брум издал небольшое количество публикаций, большинство из которых посвящены трюфелевым грибам Англии. В гербарии Брума находилось более 40 000 экземпляров грибов, теперь хранящихся в Королевских ботанических садах Кью.

## Роды грибов, названные в честь К. Брума
- Broomeia Berk. 1844
- Broomella Sacc. 1883
- Broomeola Kuntze 1891

## Научные работы
- Berkeley, M.J. & Broome, C.E. (1850). Notices of British fungi. Annals and Magazine of Natural History Ser. 2, 5: 455-466.
- Berkeley, M.J. & Broome, C.E. (1871). The fungi of Ceylon. Journal of the Linnean Society Botany 11: 469-572.
- Berkeley, M.J. & Broome, C.E. (1880). List of fungi from Brisbane, Queensland with descriptions of new species. Transactions of the Linnean Society of London Ser. 2, 1.
- Broome, C.E. (1864). The fungi of Wiltshire. The Wiltshire archaeological and natural history magazine 8: 170-198.
- Broome, C.E. (1870). Remarks on some of the fungi met with in the neighbourhood of Bath. Proceedings of the Bath Natural History and Antiquarian Field Club 2: 55-98.